# Louis Capazza
Louis Henri Capazza, né le 17 janvier 1862 à Bastia et mort le 28 décembre 1928 à Paris, est un aéronaute français.

## Études et carrière
Après le lycée à Bastia, il intègre l'administration des Ponts et Chaussées. Avec la collaboration d'un camarade, P. Livrelli, il établit les plans d'un instrument de précision qui permet de supprimer le calcul nécessaire aux courbes de raccordement sur le terrain. Cet appareil retient l'attention de l'inspecteur général de l'administration, de passage à Bastia. Ce dernier permet aux deux jeunes inventeurs de se rendre à Paris, aux frais de l'État, pour mettre au point l'instrument. En 1883, l'appareil est terminé et présenté à l'Exposition du Travail au Palais de l'Industrie. Il obtient à vingt et un ans la médaille d'or. La même année, il entre au Service de la carte d'État-Major pour étudier les problèmes relatifs à l'installation du réseau de chemin de fer en Corse.
Louis Capazza se livre à de nombreuses expériences de mesures sur la composition de l'atmosphère pour apprendre à lire avec précision les courants aériens et la manière de s'en servir.
Il est nommé vice-président de l'Association Française de Navigation Aérienne. Il est également le fondateur de l'Aéroclub de Belgique.
Il accomplit au total plus de deux-cents ascensions.

## L'aéronaute

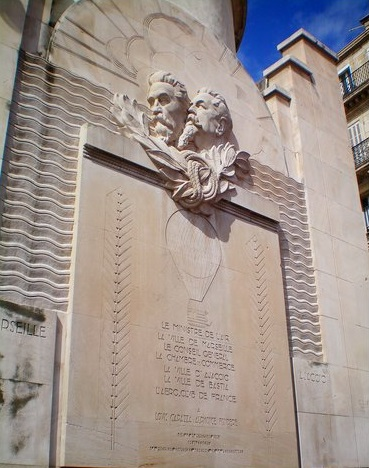
Monument honorant Alphonse Fondère et Louis Capazza, place Jean-Jaurès, à Marseille

Le 14 novembre 1886, avec le dirigeable « Le Gabizos », Louis Capazza et Alphonse Fondère, un jeune homme de 21 ans, réussissent la première traversée en ballon de la Méditerranée. Ils décollent de Marseille à 04h30 et atterrissent cinq heures et demie plus tard à Appietto, en Corse.
S'élançant du parc de La Villette, à Paris, il effectue en 1892 son premier vol en montgolfière.
Il fait de nombreux vols dans les années 1891-92 au Royaume-Uni, et 1893-94 en France. Il conçoit à cette période un dirigeable en forme de « soucoupe volante », et invente un parachute d'un nouveau genre avec lequel il fait deux sauts.
Lors d'une tentative de vol en août 1892, au Brent Reservoir, populairement nommé « lac de Welsh Harp », près de Londres, le ballon glisse hors du filet, et s'envole sans lui. Mis en colère par l'échec de la tentative, les nombreux spectateurs présents, dans un mouvement de foule, tentent de le tuer. La même année, il invente un prototype de ballon qui utilise un grand parachute, en lieu et place du traditionnel filet, qu'il lance depuis l'usine à gaz de La Villette. Le ballon est délibérément crevé en vol, le pilote atterrissant avec le parachute en toute sécurité.
Lors d'une tentative le 7 mai 1903, à cause d'une trop forte pression du gaz, son ballon prend feu.
Le 26 octobre 1910, il est le second à traverser la Manche en dirigeable. Parti de Moisson (Yvelines) à bord du Morning-Post, il atterrit en Angleterre à Aldershot (Hampshire).

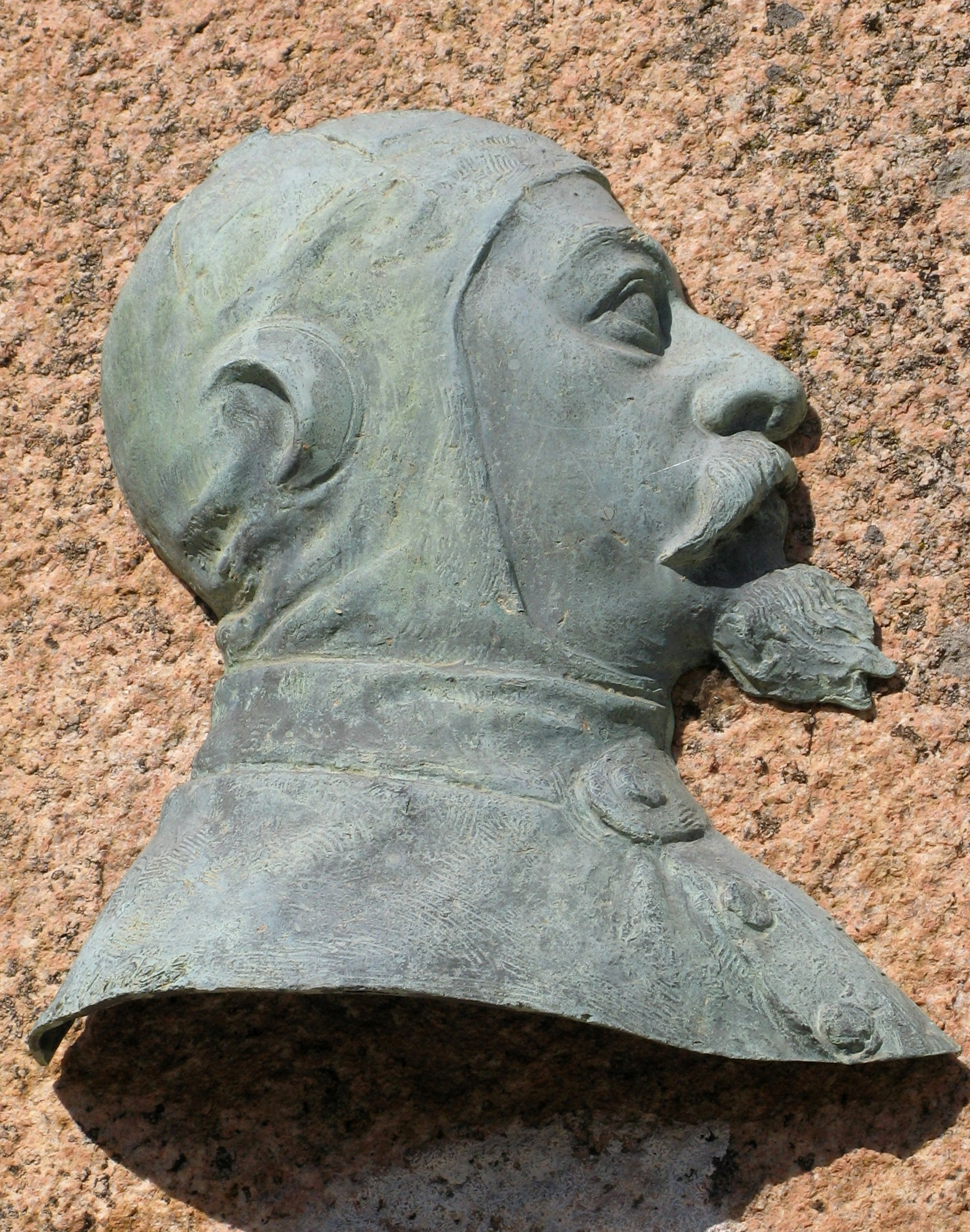
Plaque commémorant la traversée de la Méditerranée, au col de San Bastiano, en Corse.

## Distinctions et décorations
- Officier de la Légion d'honneur (1928)[1].
- Chevalier de l'ordre de Léopold (Belgique).
- Grand prix de la ville de Paris en 1925.

## Plaques commémoratives
Il existe deux plaques commémorant la traversée de la Méditerranée en 1886 :
- en Corse, au col de San Bastiano, inaugurée le 28 octobre 1928 ;
- à Marseille, en bordure de la plaine Saint-Michel (aujourd'hui place Jean-Jaurès), due au sculpteur Louis Botinelly et à l'architecte Gaston Castel, inaugurée le 16 novembre 1930 par les aviateurs Dieudonné Costes et Maurice Bellonte.